# Scott E. Fahlman
Scott Fahlman (Medina, Ohio, 1948. március 21. –) az angliai Carnegie Mellon Egyetem számítástechnikai professzora volt.  Az ő nevéhez fűződik az első hangulatjel-használat. 2000-ben nyugdíjba ment.

## Az első hangulatjel
1982-ben Scott E. Fahlman professzor volt az első, aki a kettőspont, a kötőjel és a zárójel segítségével a világon először horizontális vigyorgó fejet írt egy levélben. Először főként komolytalan dolgok jelölésére alkalmazta, ami eleinte csak a számítástechnikához értő személyek körében, majd az egész világon elterjedt. A levél tartalma:
| 19-Sep-82 11:44 Scott E Fahlman :-) From: Scott E Fahlman <Fahlman at Cmu-20c> I propose that the following character sequence for joke markers: :-) Read it sideways. Actually, it is probably more economical to mark things that are NOT jokes, given current trends. For this, use :-( |